# Charlotte Wessels
Johanna Charlotte Wessels (ur. 13 maja 1987) – holenderska wokalistka i autorka tekstów piosenek. Charlotte Wessels znana jest przede wszystkim z wieloletnich występów w zespole gothicmetalowym Delain, którego była członkinią w latach 2005–2021. Wcześniej występowała w zespole To Elysium. Od 2015 roku występuje w formacji Phantasma. 26 sierpnia 2017 wyszła za mąż.

## Dyskografia
| Album                                      | Rok  | Uwagi                                          | Źródło |
| ------------------------------------------ | ---- | ---------------------------------------------- | ------ |
| Infernorama – A Symphony for the Heartless | 2005 | gościnnie śpiew                                | [ 6 ]  |
| Delain – Lucidity                          | 2006 | członkini zespołu                              | [ 7 ]  |
| Delain – April Rain                        | 2009 | członkini zespołu                              | [ 8 ]  |
| Nemesea – The Quiet Resistance             | 2011 | gościnnie śpiew w utworze "High Enough"        | [ 9 ]  |
| Serenity – Death & Legacy                  | 2011 | gościnnie śpiew w utworze "Serenade of Flames" | [ 10 ] |
| Knight Area – Nine Paths                   | 2011 | gościnnie śpiew                                | [ 11 ] |
| Delain – We Are the Others                 | 2012 | członkini zespołu                              | [ 12 ] |
| Delain – Interlude                         | 2013 | członkini zespołu                              | [ 13 ] |
| Delain – The Human Contradiction           | 2014 | członkini zespołu                              | [ 14 ] |
| Kamelot – Haven                            | 2015 | gościnnie śpiew w utworze "Under Grey Skies"   | [ 15 ] |

## Gry wideo
| Tytuł                               | Rok  | Rola              | Uwagi                             | Źródło |
| ----------------------------------- | ---- | ----------------- | --------------------------------- | ------ |
| Karmaflow: The Rock Opera Videogame | 2014 | jako The Narrator | rola dubbingowana, BaseCamp Games | [ 16 ] |

## Filmografia
| Tytuł                                                         | Rok  | Uwagi                                      | Źródło |
| ------------------------------------------------------------- | ---- | ------------------------------------------ | ------ |
| "Soaring Highs and Brutal Lows: The Voices of Women in Metal" | 2015 | film dokumentalny, reżyseria: Mark Harwood | [ 17 ] |